# Гордон, Роб
Уильям Роберт Гордон (англ. WIlliam Robert Gordon, родился 7 августа 1965 года в Те-Авамуту) — новозеландский и японский регбист, выступавший на позиции оттянутого нападающего (левого фланкера или восьмого).

## Биография
Гордон учился в колледже Те-Авамуту и университете Отаго, выступал в чемпионате провинций Новой Зеландии за команды Отаго и Уаикато. В клубе «Отаго» дебютировал в 1986 году, в 1988 году вошёл в состав клуба «Уаикато» и провёл 13 игр в сезоне. Выступал за студенческую сборную Новой Зеландии, вызывался на сборы «Олл Блэкс» и играл за команду Северного острова. В 1989 году провёл несколько игр за студенческую сборную, прежде чем получил право выступать во Франции.
В 1990 году Гордон был вызван в экстренном порядке в команду «Уаикато» после того, как получил травму её капитан Джон Митчелл, и сыграл 14 матчей. В игре против сборной Саутленда он занёс пять попыток после розыгрыша схватки, установив персональный рекорд по числу занесённых за матч попыток. В том же году сыграл три матча в составе сборной Новой Зеландии против французских команд, причём в турне по Франции участвовали его брат Стив, а также братья Гари и Алан Уэттоны. Последний раз две пары братьев играли в сезоне 1963/1964 (братья Миды и братья Кларки).
В 1991 году Гордон сыграл за вторую сборную Новой Зеландии против Австралии, а также ещё провёл матчи против Румынии и СССР. Позже он остался играть во Франции за «Коломье». В дальнейшем Гордон играл за японский клуб «Тосиба Брэйв Лупус», сменив гражданство на японское: 3 мая 1997 года матчем против Гонконга он дебютировал в сборной Японии, сыграв всего 17 игр, в том числе три матча на Кубке мира 1999 года. Последнюю игру провёл за японцев 16 октября 1999 года против Аргентины на Кубке мира.
За время своего проживания Гордон овладел французским языком, а после завершения игровой карьеры переехал в 2001 году во Францию со своей женой Валери и двумя детьми. Имеет степень магистра делового администрирования, с 2004 года работает в компании Airbus France.